# Aplec del Caragol

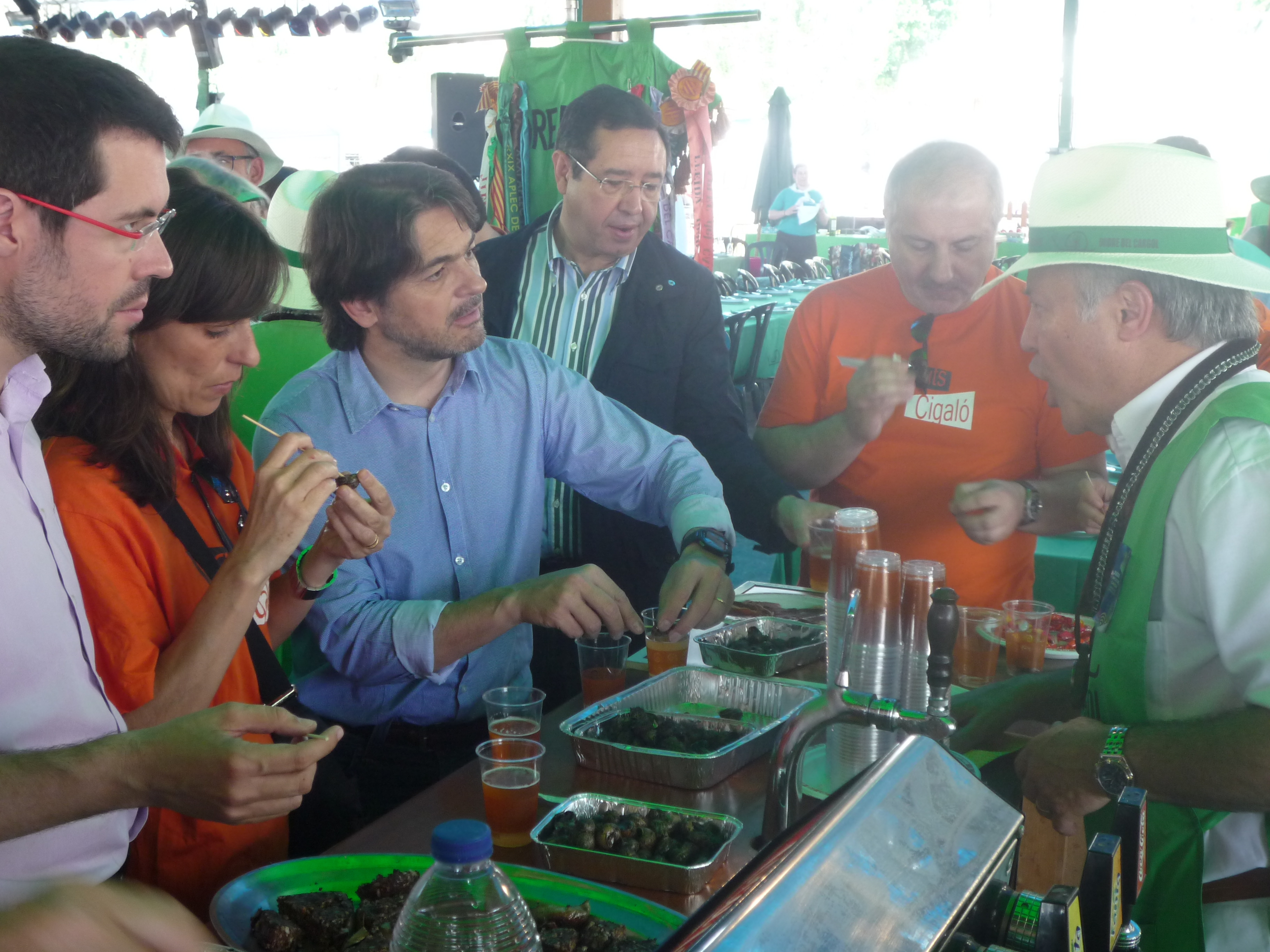
Aplec del Caragol

L'Aplec del Caragol es un encuentro que se hace anualmente, durante un fin de semana de mayo, en la ribera del río Segre y los Camps Elisis de Lérida desde 1980. Es una manifestación gastronómica donde el caracol es el protagonista, en su mayoría de la variedad Helix aspersa, o bover en catalán, e incorpora música, charangas y un pasacalles por las calles de la ciudad. En 2010 asistieron 200.000 visitantes y fueron consumidas doce toneladas de caracoles, tendencia que se ha ido consolidado. En 2002 fue declarado Festa Tradicional d'Interès Nacional por la Generalidad de Cataluña, y en 2004 Fiesta de Interés Turístico Nacional.

## Historia
La historia de esta fiesta se inicia en el año 1980, con las ideas del concejal José Luis González (de UDC), Antonio Costa Sumell y Manolo Calpe, de crear una pequeña fiesta popular en el choperal de Cappont, donde se diesen a probar caracoles. Esta idea partía de otra que había sido rechazada por el gobernador civil de Lleida, presentada anteriormente por Manolo Calpe, a partir del cual surgió el grupo L'Ordre del Caragol.
Con apenas 300 participantes y 12 peñas y 4.000 visitantes, se iniciaba el primer y diminuto Aplec del Caragol que por aquel entonces contaba con apenas 96.350 pesetas de subvención para comprar el material para hacer un concurso de cocina.

El grupo de L'Ordre del Caragol fue el grupo principal de l'Aplec. L'Ordre del Caragol había reunido un total de 18 grupos para pasar el día junto al río Segre; así pidieron autorización al Ayuntamiento de Lérida para hacer un Aplec en el choperal del río del barrio de Cappont.
Para el segundo evento del caracol, en 1981, se comenzó a preparar reuniones de los representantes de los grupos que desearan participar en l’Aplec del Caragol. Uno de los primeros pasos fue el nombramiento de una Comisión de gobierno para organizar la fiesta. Josep Luis González fue elegido presidente y Manuel Peralta vicepresidente; además otros puestos que se repartieron entre los fundadores del encuentro: Manolo Calpe, Artur Hellín, Xavier Puig y otros.
El 1.º de abril de 1981, L'Ordre del Caragol envió el primer aviso a los grupos donde informaba de los principales acuerdos aprobados en la última reunión de representantes de grupos; y la inscripción de 34 grupos y de unos 2.300 participantes en el siguiente Aplec del Caragol. También se informaba de próximas reuniones de la organización de los servicios de seguridad y cierre de las parcelas. Nacen las primeras obligaciones, deberes y derechos de los grupos. Este segundo Aplec del Caragol, celebrado el 10 de mayo de 1981, contrató 9 orquestas para la fiesta que contó con la Fanfarria Vasca los Politos; la banda de Ramón, Oleria de Alicante, Boite de Benavarri, la Banda Militar, las Majorettes, la Maravilla, Lo Parrano (conocido como el Marqués de Pota y otros.
Además en 1981 nació l'Aplequet o Aplec de Tardor que reunió, el primer fin de semana del mes de octubre, hasta 60 grupos y 3.000 participantes como homenaje al inicio de l'Aplec, cuando era una celebración de un solo día.
En 1982 con la tercera edición de l’Aplec del Caragol coordinada también por Manolo Calpe, como presidente de la Federación de Clubes de la reunión, Josep María Valls y Manuel Peralta, fueron creadas las 7 comisiones de la Federación para organizar la gran fiesta socio gastronómico cultural. Esta edición reunió a 70 grupos, unos 5100 collistes y 26 000 visitantes y se estima que se consumieron unos 4000kg de caracoles. Los grupos invirtieron 15 millones de pesetas en la reunión. De este número, 8 millones fueron asignados al alimento, 4 millones en trajes y el resto a pagar los honorarios, las estructuras de las bandas y otros gastos.
Los organizadores presentaron públicamente por primera vez las cuentas de l’Aplec del Caragol. Además apareció como evolución importante la institucionalización del uniforme de cada grupo, la obligación de poner obstáculos en las parcelas, la concentración y desfile de collistes desde 4 puntos diferentes, Victor Pradera, Ricard Vinyes, Magdalena y la Plaza Noguerola al puente viejo donde recibió la correspondiente insignia de aviones militares y el desayuno en las oficinas del choperal.
Esta edición contó con un total de 16 bandas, una fanfarria y un grupo de animación. En total 255 músicos animaron esta reunión. Manolo Calpe, además, estaba pensando en el curso de la reunión de la choperal por lo que comenzó a reclamar que se declarara como un festival de interés turístico.
En la celebración del 4.º evento Aplec del Caragol se grabó un disco con canciones populares de Lérida, entre las que se incluye una dedicada al caracol. En el año 1986 l'Aplec del Caragol se incluyó al programa de la Festa Major de Lérida. Una semana antes de la celebración de l'Aplec, el 8 de mayo de 1988, Lérida entró al libro de récords Guinness al conseguir un récord mundial: la realización de la llauna de caracoles más grande del mundo. L'Aplec del Caragol de 1990 presentó como novedad la edición del disco del Aplec del Caragol con nueve canciones populares de Lérida, con letra y música de los hermanos Ángel y Juan Martínez y con la colaboración de Manuel Peralta, Eduardo Quijada y la Federació de Colles de l'Aplec.
En el año 1994 se construyó la primera junta democrática de l'Aplec. La edición de l'Aplec del año 1997 estuvo protagonizada por la celebración de la primera Semana Cultural y la celebración del primer Caragol Rock, con la participación de Terrovision, Los Sencillos y Cafe Soul.